# سیال نیوتنی
سیال نیوتنی سیالی است که در آن تنش های چسبناک ناشی از جریان آن در هر نقطه به‌طور خطی با نرخ کرنش موضعی همبستگی دارد.  تنش ها متناسب با سرعت تغییر در بردار سرعت سیال تغییر می کند .
یک سیال فقط در صورتی نیوتنی می باشد که تانسورهایی که تنش ویسکوزیته و نرخ کرنش را توصیف می‌کنند با یک تانسور ویسکوزیته ثابت مرتبط باشد، که به حالت تنش و سرعت جریان وابستگی نداشته باشد. اگر سیال همسانگرد باشد (سیالی همسانگرد هست که خواص مکانیکی در هر جهت یکسان است)، تانسور ویسکوزیته به دو ضریب واقعی کاهش می‌یابد که به ترتیب مقاومت سیال در برابر تغییر شکل برشی پیوسته و فشردگی یا انبساط مداوم را نشان می دهد .
سیالات نیوتنی یکی از ساده ترین مدل های ریاضی سیالات هستند که ویسکوزیته را محاسبه می کنند. در حالی که هیچ سیال واقعی (غیر نیوتنی) به‌طور کامل با تعریف همخوانی ندارد، بسیاری از مایعات و گازهای رایج مانند آب و هوا را می توان برای محاسبات عملی ساده‌تر در شرایط عادی آن را یک سیال نیوتنی فرض کرد. با این حال، سیالات غیر نیوتنی معمول تر می باشند نمونه‌های دیگر شامل بسیاری از محلول‌های پلیمری (که اثر وایزنبرگ را نشان می‌دهند)، پلیمرهای مذاب، بسیاری از سوسپانسیون‌های جامد، خون و بیشتر سیالات بسیار چسبناک می باشد .
سیالات نیوتنی به افتخار ایزاک نیوتن نامگذاری شده است، که برای اولین بار از معادله دیفرانسیل برای بدست آوردن رابطه بین نرخ کرنش برشی و تنش برشی برای این حالت از سیالات استفاده شده است.

## تعریف
یک المان از مایع یا گاز در حال جریان، نیروهایی که از سیال اطراف خود اعمال می شود  را تحمل می کند، از جمله این نیروها می توان به نیروهای تنش چسبناک که ناشی از گران روی سیال می باشد، اشاره کرد که باعث تغییر شکل تدریجی آن در طول زمان می شود. این نیروها را می توان از نظر ریاضی یک مرتبه اول با یک تانسور تنش چسبناک فرض کرد که معمولاً با {\displaystyle \tau } نشان داده می شود.
تغییر شکل بخشی از سیال، می تواند مرتبه اول با یک تانسور کرنش تقریبی درنظر گرفته شود که با گذشت زمان تغییر می کند. مشتق زمانی آن نرخ کرنش تانسور است، که بیان می کند، شکل عنصر با زمان در حال تغییر است و همچنین گرادیان بردار میدان سرعت است.

### سیال نیوتنی
برای یک سیال نیوتنی رابطه تنش و نرخ کرنش برشی آن خطی است و از مبدأ مختصات می‌گذردو به صورت زیر تعریف می شود : 
- {\displaystyle \tau } تنش برشی
- {\displaystyle \mu } ضریب گرانروی
- {\displaystyle {\frac {du}{dy}}} گرادیان سرعت در جهت عمود بر برش

اگر سیال تراکم ناپذیر باشد و ویسکوزیته در سراسر سیال ثابت باشد، این معادله را می توان در دستگاه مختصات دکارتی به صورت زیر نوشت:
- {\displaystyle x_{j}} مختصات فضایی{\displaystyle j} می باشد
- {\displaystyle v_{i}} سرعت سیال در جهت محور {\displaystyle i} است
- {\displaystyle \tau _{ij}} ، {\displaystyle j} -مین جزء تنش اعمال شده بر روی وجوه عنصر سیال عمود بر محور {\displaystyle i}می باشد

{\displaystyle {\boldsymbol {\sigma }}} همچنین یک تانسور تنش کل را تعریف می کند، که تنش برشی را با فشار معمولی{\displaystyle p} (ترمودینامیکی) ترکیب می کند  . سپس معادله تنش برشی به صورت زیر نوشته می شود: 

### قانون قدرت
مدل قانون قدرت برای بررسی رفتار سیالات نیوتنی و غیرنیوتنی و اندازه‌گیری تنش برشی استفاده می شود.
رابطه بین تنش برشی، نرخ کرنش و گرادیان سرعت برای قانون قدرت نوشته می شود:
اگر
- n < 1 سیال شبه پلاستیک است.
- n = 1 سیال یک سیال نیوتنی است.
- n > 1 سیال یک دیلاتنت است.

## مثال ها
آب ، هوا ، الکل ، گلیسیرین ، و روغن موتور همگی نمونه‌هایی از سیالات نیوتنی  هستند. سیالات تک فازی که از مولکول های کوچک تشکیل شده اند، عموماً (اگرچه نه منحصراً) نیوتنی هستند.

## همچنین ببینید
- مکانیک سیالات
- سیال غیر نیوتنی